# EPrix van Marrakesh
De ePrix van Marrakesh is een race uit het Formule E-kampioenschap. In 2016 maakte de race haar debuut op de kalender als de tweede race van het derde seizoen. Daarnaast was het ook de eerste ePrix ooit die op Afrikaanse bodem werd verreden. De race wordt gehouden op het Circuit International Automobile Moulay El Hassan.

## Geschiedenis
De eerste ePrix van Marrakesh werd gehouden op 12 november 2016 en werd gewonnen door regerend kampioen Sébastien Buemi voor het team Renault e.Dams.

## Resultaten
| Editie | Seizoen   | Circuit   | Winnaar                              | Tweede                                       | Derde                                           | Pole position                                   | Snelste ronde                             |
| ------ | --------- | --------- | ------------------------------------ | -------------------------------------------- | ----------------------------------------------- | ----------------------------------------------- | ----------------------------------------- |
| 1      | 2016-2017 | Marrakesh | Sébastien Buemi Renault e.Dams       | Sam Bird DS Virgin Racing                    | Felix Rosenqvist Mahindra Racing Formula E Team | Felix Rosenqvist Mahindra Racing Formula E Team | Loïc Duval Faraday Future Dragon Racing   |
| 2      | 2017-2018 | Marrakesh | Felix Rosenqvist Mahindra Racing     | Sébastien Buemi Renault e.Dams               | Sam Bird DS Virgin Racing                       | Sébastien Buemi Renault e.Dams                  | Nelson Piquet jr. Panasonic Jaguar Racing |
| 3      | 2018-2019 | Marrakesh | Jérôme d'Ambrosio Mahindra Racing    | Robin Frijns Envision Virgin Racing          | Sam Bird Envision Virgin Racing                 | Sam Bird Envision Virgin Racing                 | Lucas di Grassi Audi Sport ABT Schaeffler |
| 4      | 2019-2020 | Marrakesh | António Félix da Costa DS Techeetah  | Maximilian Günther BMW i Andretti Motorsport | Jean-Éric Vergne DS Techeetah                   | António Félix da Costa DS Techeetah             | Pascal Wehrlein Mahindra Racing           |
| 5      | 2021-2022 | Marrakesh | Edoardo Mortara ROKiT Venturi Racing | António Félix da Costa DS Techeetah          | Mitch Evans Jaguar TCS Racing                   | António Félix da Costa DS Techeetah             | Lucas di Grassi ROKiT Venturi Racing      |